# 1425
1425 هي سنة بسيطة تبدأ يوم الإثنين حسب التقويم اليولياني.

## أحداث
9 نوفمبر
9 ديسمبر

## مواليد
5 يناير
21 مارس
31 مارس
3 أبريل
14 أكتوبر
15 نوفمبر
- خوانا إنريكس
- فريدريش الأول ناخب بالاتينات

## وفيات
18 يناير
27 فبراير
17 مارس
24 مايو
29 مايو
8 يوليو
21 يوليو مانويل الثاني
22 أغسطس
8 سبتمبر